# Somatidia fulvipes
Somatidia fulvipes är en skalbaggsart som beskrevs av Thomas Broun 1923. Somatidia fulvipes ingår i släktet Somatidia och familjen långhorningar. Inga underarter finns listade i Catalogue of Life.